# Црква Светог Саве у Затоњу
Црква Светог Саве у Затоњу, насељеном месту на територији општине Велико Градиште припада Епархији браничевској Српске православне цркве.